# Shockat Adam
Pour les articles homonymes, voir Adam (homonymie).
Shockat Hussain Adam Patel (né en novembre 1972) est un homme d'affaires britannique, optométriste et homme politique indépendant qui est député de Leicester Sud depuis 2024,.
Depuis septembre 2024, il est membre de l'Alliance indépendante.

## Jeunesse et carrière
Adam est né au Malawi dans une famille musulmane d'origine gujarati et grandit à Leicester. Il étudie l'optométrie à l'Institut des sciences et technologies de l'Université de Manchester. Il est directeur de Sask Optics, dont il est propriétaire, avec sa femme et de son frère Ismail Patel.
Adam est l'ancien président de l'engagement musulman et du développement de Leicester et se prononce contre les troubles de 2022 à Leicester entre les communautés hindoues et musulmanes de la ville,.
Avant sa candidature, Adam n’avait jamais été membre d’un parti politique ni utilisé les réseaux sociaux publics,. Lors des élections générales de 2019, il soutient la candidate du Parti travailliste Claudia Webbe à Leicester-Est,.

## Carrière parlementaire
Adam est élu aux élections générales de 2024 en tant qu'indépendant, battant le candidat travailliste et trésorier général fantôme Jonathan Ashworth. La réaction négative contre la position du Parti travailliste sur la guerre entre Israël et le Hamas est un facteur dans la victoire d'Adam, qui déclare « ceci est pour Gaza » tout en tenant un keffieh palestinien en l'air lorsque les résultats sont annoncés,. Dans une interview avec The Observer, Adam déclare que sa victoire n'est pas sectaire et souligne ses préoccupations et sa campagne concernant la crise du logement et l'état du Service national de santé.
Le 19 juillet, David Lammy annonce au Parlement que le Royaume-Uni reprendrait son financement à l'Office de secours et de travaux des Nations Unies pour les réfugiés de Palestine dans le Proche-Orient (UNRWA),. Dans une déclaration, Adam soutient cette décision et la décrit comme le résultat de manifestants pro-palestiniens de tous horizons.
Le 2 septembre 2024, Adam devient membre fondateur du groupe parlementaire de l'Alliance indépendante.

## Vie personnelle
Il est le frère d'Ismail Patel, le fondateur de l'ONG Friends of Al-Aqsa basée à Leicester,.